# Brånekesjön
Brånekesjön är en våtmark, tidigare sjö i Skara kommun i Västergötland och ingår i Göta älvs huvudavrinningsområde. Runt Brånekesjön växer ung fuktig lövskog. Fältskiktet är blöt till frisk örttyp med inslag av ris oche en mindre del är hagmark som betas av får och hästar. Sjöns stränder är bevuxna med björk och asp med inslag av död ved som gynnar hackspettar. Området med lövskog runt Brånekesjön är cirka 16 hektar.